# Den Dam (Eefde)
Den Dam is een monumentaal landhuis in de Gelderse plaats Eefde. Den Dam was eertijds een van de 36 erkende havezaten in het kwartier Zutphen.
Als dienstadellijk goed bestond het al in de twaalfde eeuw. De ministeriaal 'de dammo' wordt als grafelijke getuige vermeld in de stadsbrief van Zutphen uit ca. 1195. Het goed maakte deel uit van de buurschap 'Wulflare'. Daarin lagen meerdere adellijke goederen, zoals de Boedelhoff en De Voorst. Op de plaats van het huidige gebouw heeft een eerder - waarschijnlijk tijdens de Tachtigjarige Oorlog - verwoest bouwwerk gestaan. 
In 1599 liet Gerlach van der Capellen een nieuw huis op deze plaats bouwen. Het jaartal 1599 en de namen van Gerlach van der Capellen en zijn echtgenote Judith Ripperda zijn te vinden op de bewaard gebleven wapenstenen. In 1765 werd het huis ingrijpend verbouwd en kreeg het gebouw een classicistisch uiterlijk. In 1875 werd het huis aan de binnenzijde verbouwd en in 1938 werd er aan de oostzijde een aanbouw gerealiseerd. Sinds 1937 is het huis eigendom van leden van de familie Bosch van Rosenthal.
Huis Den Dam werd in 1998 opgenomen in het register van rijksmonumenten als buitenplaats met zeven complexonderdelen. Het landgoed, de historische tuin met parkaanleg, het koetshuis, de tuinmanswoning, de kas, de zonnewijzer en de boerderij 'Bosmanshuis' met bijbehorende bakspieker maken deel uit van het aanwijzingsbesluit tot rijksmonument. In 2015 verleende de gemeente Lochem toestemming om het huis te verbouwen en geschikt te maken voor bewoning in vijf appartementen.

## Zie ook

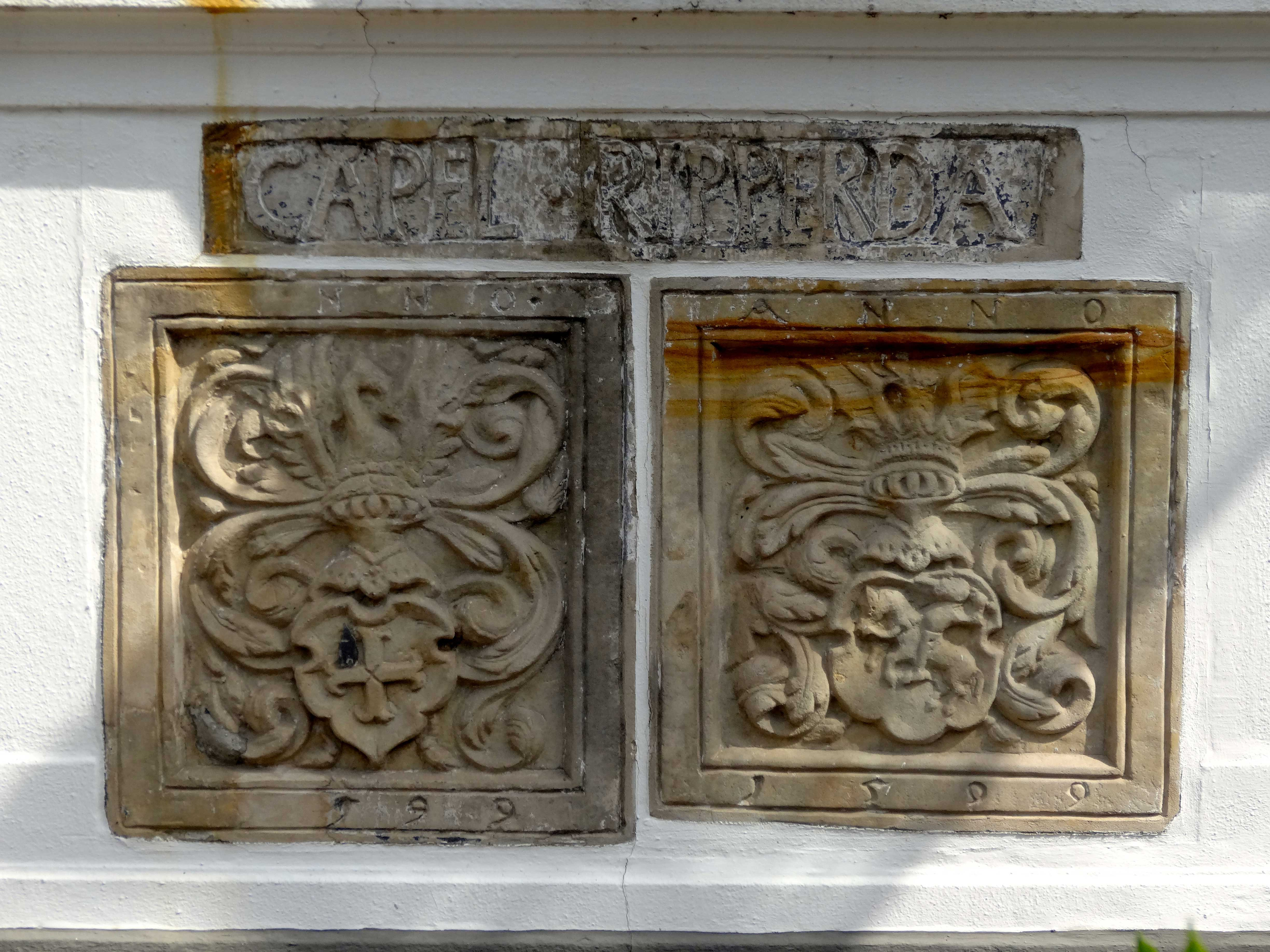
Wapenstenen uit 1599
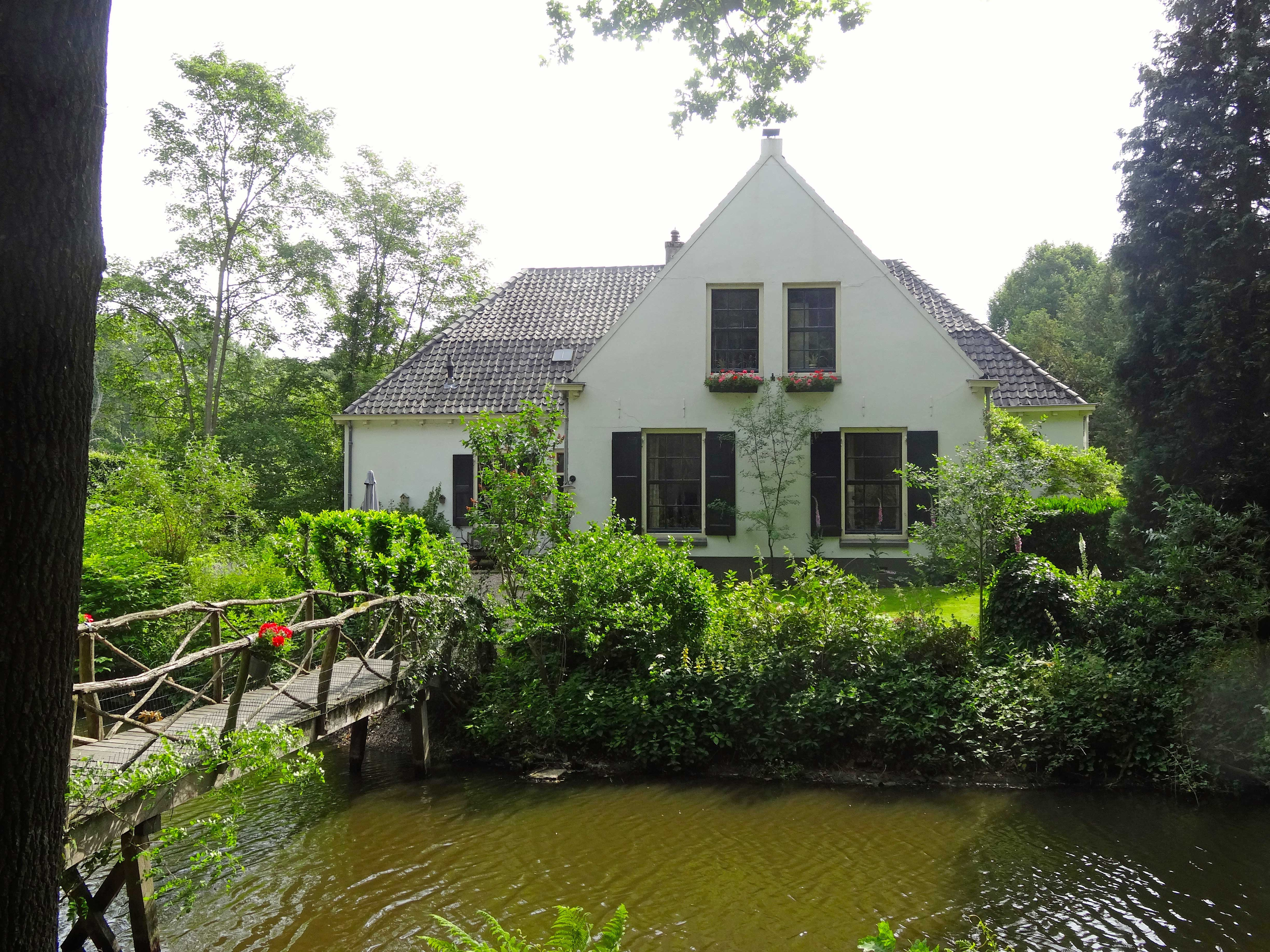
Achterzijde van het koetshuis
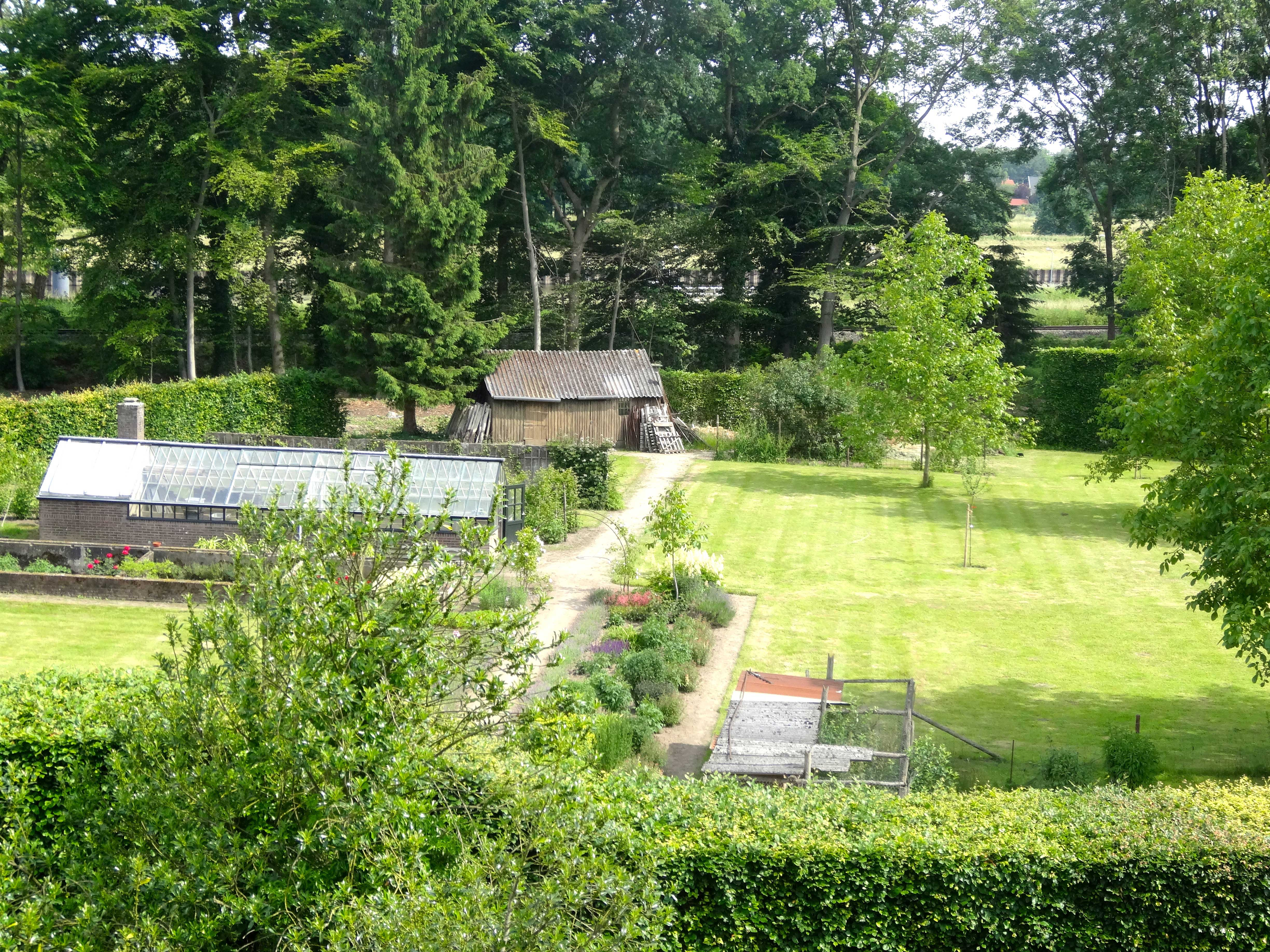
Bovenaanzicht van de tuin van het Huis Den Dam
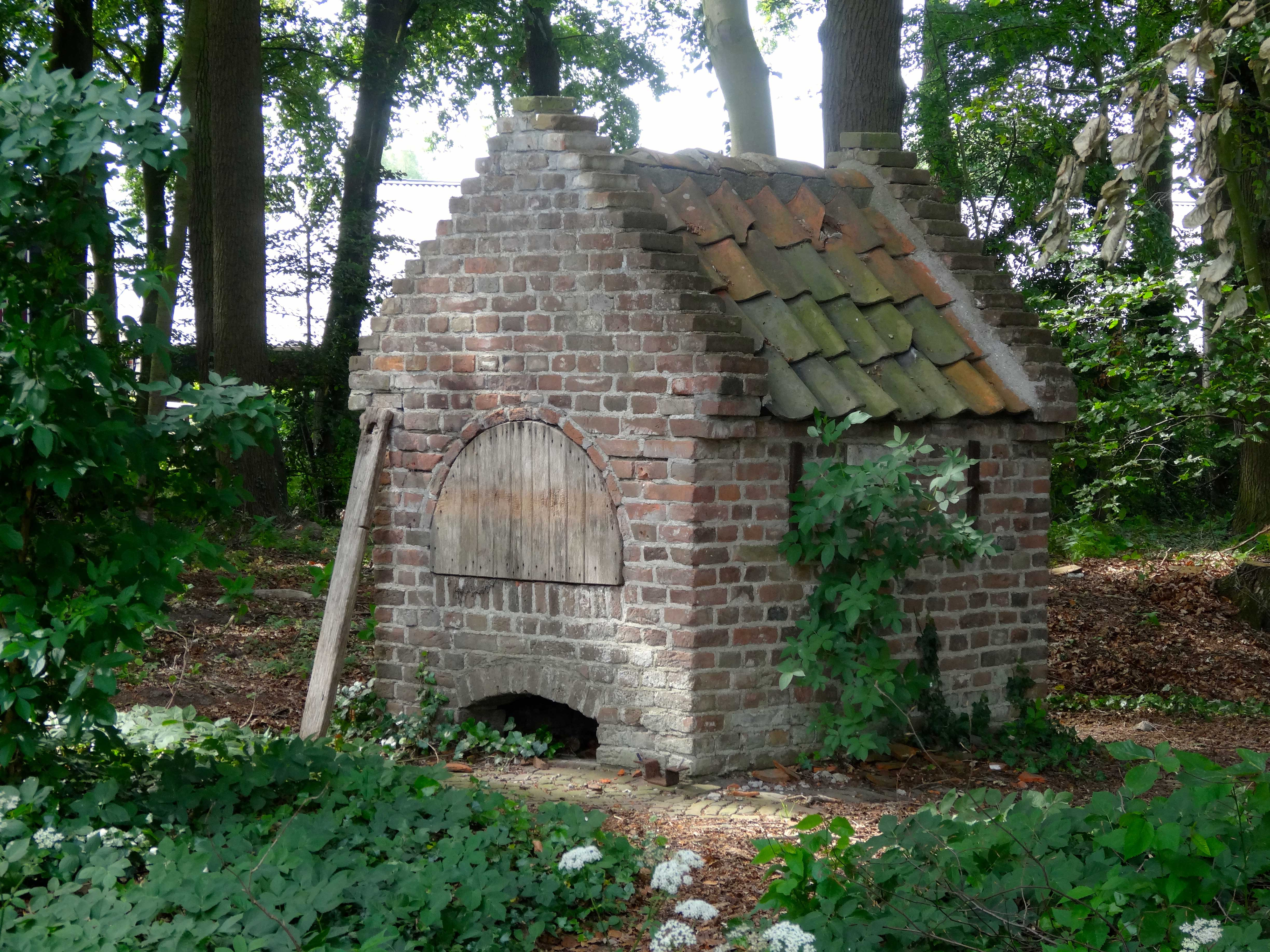
Bakspieker bij het Bosmanshuis (Huis Den Dam)